# جول باجنب (حجر الصيعر)

تعديل مصدري - تعديل

جول باجنب هي إحدى قرى عزلة حجر الصيعر بمديرية حجر الصيعر التابعة لمحافظة حضرموت، بلغ تعداد سكانها 75 نسمة حسب تعداد اليمن لعام 2004.